# آبجوسازی بالتیکا
بالتیکا (Baltika) بزرگترین آبجوسازی در شرق اروپا و دومین آبجوسازی بزرگ در اروپا بعد از آبجوسازی هینکن(Heineken) است.

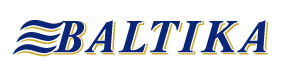
لوگوی بالتیکا.

کارخانهٔ ان درسنت پترزبورگ، روسیه واقع شده‌است.  بالتیکا در سال ۱۹۹۰ در لنینگراد (سن پترزبورگ)، روسیه تأسیس شد.
Baltika به سرعت به یک پیشتاز در صنعت خود بدل شد. در سال ۱۹۹۶ به محبوب‌ترین آبجو در روسیه تبدیل شد. در سال ۲۰۱۰، بالتیکا با دراختیار داشتن ۴۰/۶ درصد از سهم بازار توانست این محبوبیت خود را حفظ نماید.

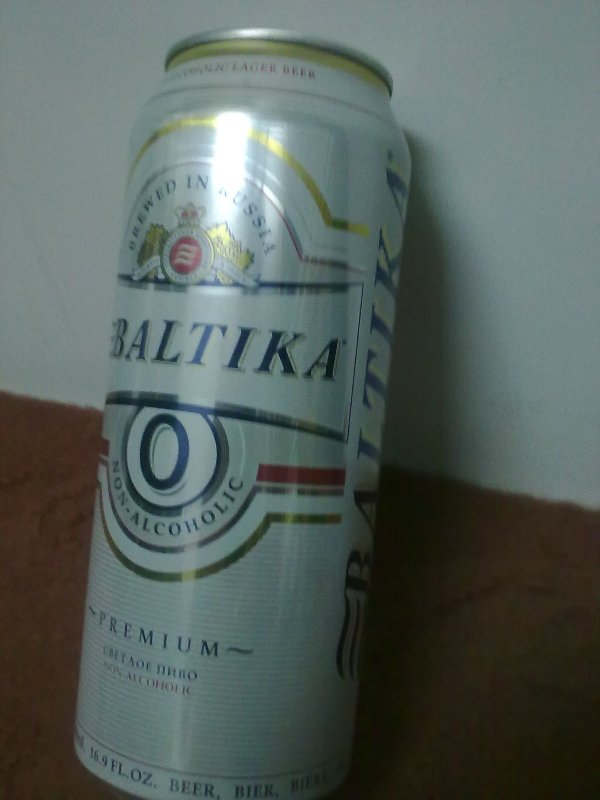
آبجوی غیر الکلی بالتیکا در ایران(بدون الکل).

این آبجو از کیفیت بالایی برخوردار است.